# Maddison Keeney
Maddison Keeney, född 23 maj 1996, är en australisk idrottare som tävlar i simhopp. Vid Olympiska sommarspelen 2016 vann hon brons i parhoppning svikt och året efter blev hon individuell världsmästare på 1 meter vid världsmästerskapen i simsport 2017.